# Martine Blanc

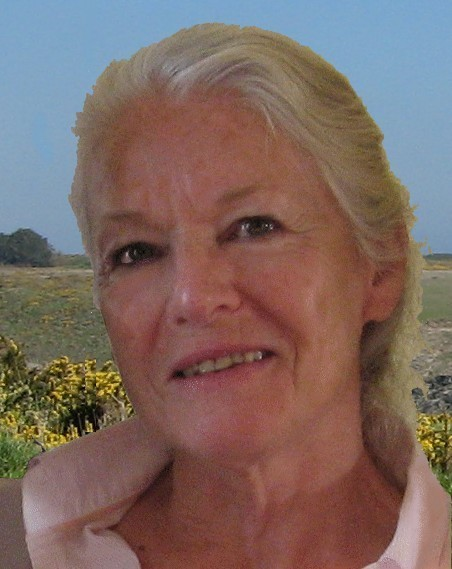
Martine Blanc-Rérat

Martine Blanc (nascida em 16 de setembro de 1944 em Clermont-Ferrand, Puy-de-Dôme) é uma escritora e ilustradora da França de dez livros para crianças, incluindo The story of Timothy, Two Hoots em conjunto com Helen Cresswell, e All about Jesus. Ela é formada arquitetura pela École Nationale Supérieure des Beaux-Arts de Paris.

### Timothy
- The story of Timothy, Ernest Benn Limited, London, 1972[3]
- Hyacinthe, Ernest Benn Limited, London, 1976

### The Two Hoots
- Two Hoots, Ernest Benn Limited, London, 1974 ISBN 0510118429
- Two Hoots go to the sea, Ernest Benn Limited, London, 1974 ISBN 0510118437
- Two Hoots and the Big Bad Bird, Ernest Benn Limited, London, 1975 ISBN 0510118445
- Two Hoots in the Snow, Ernest Benn Limited, London, 1975 ISBN 0510118453
- Two Hoots Play Hide-And Seek, Ernest Benn Limited, London, 1977 ISBN 0510118038
- Two Hoots and the King, Ernest Benn Limited, London, 1977 ISBN 0510118003

### Pelé, Velu et Dodue
- Pelé, Velu et Dodue , Fernand Nathan, Paris, 1980 ISBN 2092715240

### All about Jesus
- All about Jesus: The Life and Teachings of Jesus in the Bible's Own Words, Loyola Press, 2000 ISBN 0829415068